# Ђелзи (Казерта)
Ђелзи је насеље у Италији у округу Казерта, региону Кампанија.
Према процени из 2011. у насељу је живело 45 становника. Насеље се налази на надморској висини од 57 м.